# André Faure
Pour l’article ayant un titre homophone, voir André Fort.
Pour les articles homonymes, voir Faure.
André Faure (Limoges, 3 août 1880 - 12 décembre 1967) est un homme politique français qui fut maire de Limoges pendant la période de l'Occupation, de 1941 à 1944.

## Biographie
Il fut tête de liste de droite aux municipales à Limoges avant la guerre. Industriel, il est à la tête d'une entreprise de machines-outils, laquelle existe toujours au début du XXIe siècle,.
Il est nommé maire de Limoges par le régime de Vichy qui a comme chef d'état Philippe Pétain le 10 février 1941 en remplacement du socialiste Léon Betoulle. Présenté comme catholique nationaliste mais collaborateur gestionnaire plus que militant, sa discrétion et son pragmatisme laissent peu de traces dans les archives et son action à la mairie de Limoges demeure méconnue. A l’inverse d’Adrien Marquet, le maire ex-socialiste de Bordeaux, qui fut un collaborateur plus que zélé, le maire de Limoges ne fit pas de politique pendant la guerre.
En juillet 1944, il demanda le relèvement de ses fonctions ainsi que celles de son conseil, et proposa la nomination d'un nouveau maire.
Le 6 septembre 1944, Henri Chadourne, élu maire par la délégation municipale, lui succède. Il meurt en 1967. 
Il est le dernier maire de Limoges issu de la droite avant l'élection d'Émile Roger Lombertie en 2014.